# José Fuerte Andvincula
José Fuerte Advincula (Dumalag, 1952. március 30. –) fülöp-szigeteki római katolikus pap, a Domonkos-rend tagja, 2021. június 24-én lett a Manilai főegyházmegye 33. érseke, 2020 novemberében kreálták bíborossá. 2001 és 2011 között a San Carlos-i egyházmegye püspöke, 2011 és 2021 között pedig a Capizi főegyházmegye érseke volt.

## A kezdetek, tanulmányai
José Firmalino Advincula és Carmen Falsis Fuerte gyermekeként. A roxasi Szent X. Piusz Szeminárium és Középiskolában tanult, majd az érettségi után ott maradt, hogy filozófiát tanuljon. Ezután a manilai Szent Tamás Egyetem teológiai kurzusain vett részt.
Később a De La Salle Egyetemen tanult útmutatás és tanácsadás szakon, majd kánonjogot a Szent Tamás Egyetemen és a római Aquinói Szent Tamás Pápai Egyetemen (Angelicum), ahol kánonjogi licenciátust szerzett és tanulmányai alatt belépett a Domonkos-rendbe.

## Papság
1976. április 14-én szentelték a Capizi főegyházmegye papjává. A Szent X. Piusz Szeminárium sprituálisaként dolgozott, miközben professzor és tanulmányi dékán is volt.
Miután befejezte külföldi tanulmányait, visszatért a Fülöp-szigetekre és Viganban a Nueva Segovia-i főegyházmegye és a Jarói főegyházmegye szemináriumában dolgozott. 1995-ben a capizi Szent X. Piusz Szeminárium rektora lett; emellett a főegyházmegye közigazgatásában kötelékvédői és bírósági helynöki tisztségeket töltött be. 1999-ben a capizi Villanovai Szent Tamás plébánia plébánosa lett.

## San Carlos püspöke
II. János Pál pápa 2001. július 25-én nevezte ki a San Carlos-i egyházmegye püspökévé és szeptember 8-án püspökké szentelték.

## Capiz érseke
2011. november 9-én XVI. Benedek pápa kinevezte a Capizi főegyházmegye érsekévé. A Fülöp-szigeteki Katolikus Püspöki Konferencián belül tagja volt a Hittani Bizottságnak és az Őslakos népekért felelős Bizottságnak.

### Bíborosi kinevezés
Ferenc pápa 2020. november 28-án bíborossá kreálta és a római San Viglio templomot jelölte ki címtemplomául. A konzisztóriumon nem tudott részt venni a COVID-19 világjárvány kockázata és a korlátozások miatt. December 16-án a Kléruskongregáció tagjává nevezték ki.
A 2020. novemberi konzisztórium helyett Advincula 2021. június 18-án a roxasi Szeplőtelen Fogantatás-katedrálisban kapta meg „vörös kalapját” (birétum) és gyűrűjét Charles John Browntól, a Fülöp-szigeteki apostoli nunciustól.
2023. március 3-án Ferenc pápa a Baguiói egyházmegye vezetőjét, Victor Barnuevo Bendico püspököt (egyben korábbi általános helynökét) nevezte ki utódjául a Capizi főegyházmegye érsekeként.

### Tumandok gyilkosságok
2021. január 15-én Capiz és Jaró egyháztartományok mind a nyolc püspöke közös lelkipásztori levelet adott ki, amelyben vizsgálatot követelnek a Tapaz és Calinog településeken 2020. december 30-án végrehajtott közös katonai és rendőri művelet kivizsgálására, amelynek során a Jalaur mega-gát projektet ellenző tumandok őslakos népcsoport kilenc vezetője vesztette életét. Az áldozatok családjai azt állították, hogy vörös-címkézés áldozatai és hogy, lőfegyvereket és robbanóanyagokat helyeztek el. A pásztorlevelet január 24-én olvasták fel.
A Nyugat-Visayas régióban a helyi kommunista fegyveres konfliktus befejezésével foglalkozó munkacsoport azonban úgy véli, hogy a püspököket félretájékoztatták és hajlamosak voltak hibákat elkövetni. A munkacsoport figyelmeztette a püspököket, hogy ne vonjanak le „elhamarkodott, hamis és feltételezett következtetéseket” és bírálta őket, amiért nem adnak ki nyilatkozatokat, amikor a lázadók támdásaiban kormányerők és civilek halnak meg. A hadsereg és a rendőrség fenntartotta, hogy a megölt és letartóztatott személyek a Fülöp-szigeteki Kommunista Párt és az Új Néphadsereg vezetői voltak.

## Manila érseke
2021. március 25-én Ferenc pápa Advinculát nevezte ki a Manilai főegyházmegye érsekévé, Luis Antonio Tagle utódjául, aki 2020. február 9-én távozott az érseki székből, miután 2019. december 8-án kinevezték a Népek Evangelizálása Kongregáció prefektusává. Ő az első manilai érsek, aki már bíboros volt, amikor kinevezték. A korábbi érsekek a beiktatásuk után lettek bíborossá kreálva.
Advinculát 2021. június 24-én, Keresztelő Szent János ünnepén iktatta be Charles John Brown érsek, Fülöp-szigeteki apostoli nuncius Gaudencio Rosales bíborossal és Orlando Quevedo bíborossal együtt. Ő a 33. manilai érsek, és a hatodik őshonos filippínó, aki ezt a tisztséget tölti be, évszázadokon át spanyol, amerikai és ír prelátusok után. Beiktatása egybeesett Benigno Simeon Aquino volt elnök halálával, ami arra késztette Advinculát, hogy a mise vége felé imát mondjon érte; másnap Brown érsekkel meglátogatta Aquino virrasztását Quezon Cityben.
2021. december 8-án, Szeplőtelen Fogantatás ünnepén Advincula megkapta a palliumot, mint Manila egyháztartomány metropolitája Ferenc pápától, Brown érseken keresztül.
2021. december 11-én Advincula ünnepélyes fogadalmat tett a Szent Domonkos Papi Testvériség, a Domonkos-rend alá tartozó apostoli élet társasága tagjaként. A rend Fülöp-szigeteki prior-provinciálisának, Filemon dela Cruznak tett ünnepélyes fogadalmat, és Advincula megkapta a rend fehér szerzetesi habitusát.

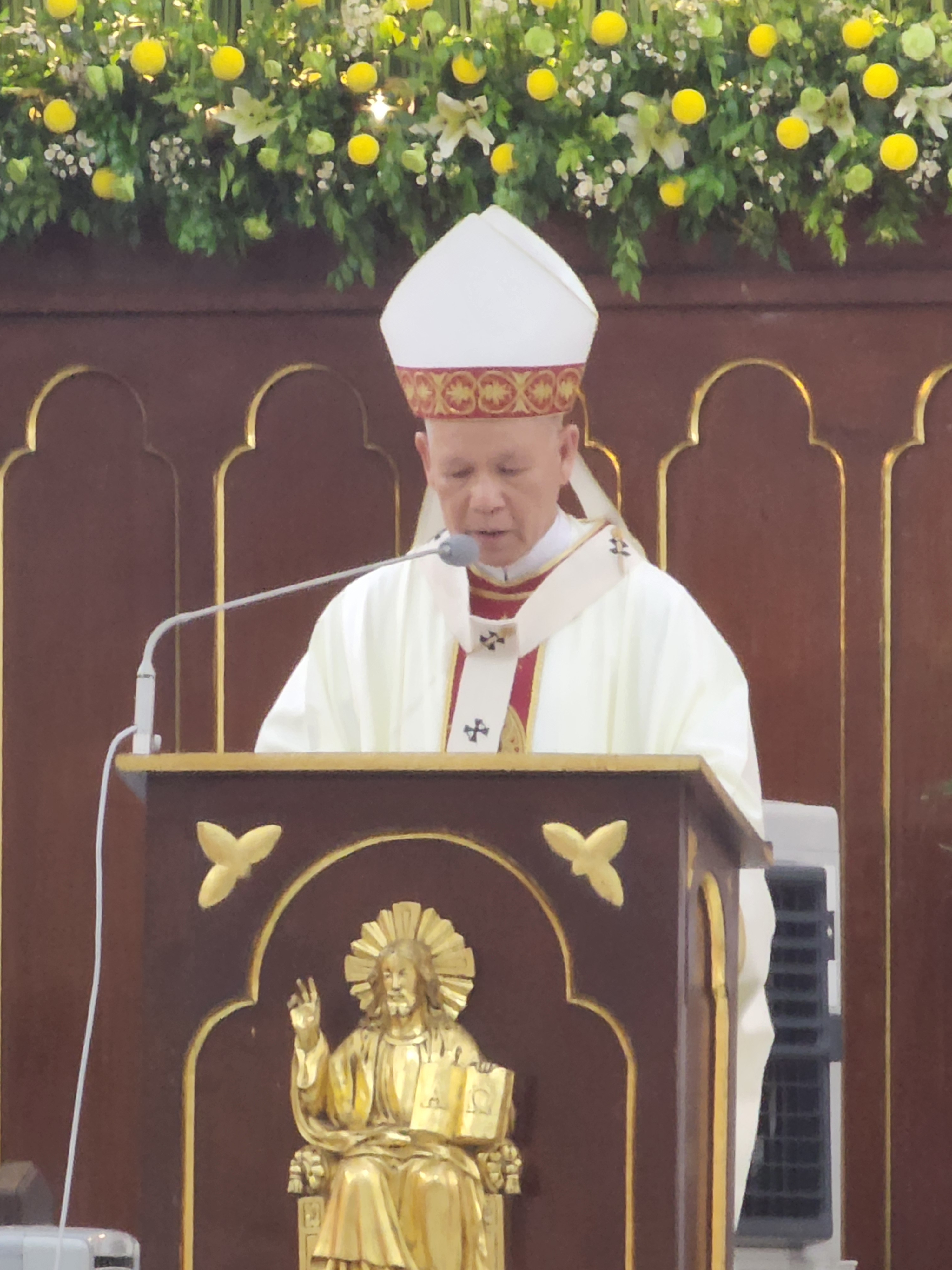
2024-ben

2022. április 30-án Advinculát a római San Vigilio plébánia bíboros-papjává iktatták be. 2022. július 13-án Ferenc pápa a Püspöki Dikasztérium tagjává nevezte ki.
2023. június 3-án megkapta a De La Salle Egyetem díszdoktori fokozatát gyakorlati teológiából.
Az abszolút válásról szóló törvény 2024. májusi elfogadását követően Advincula úgy tekintett a törvényjavaslatra, mint kihívásra a katolikus egyház számára a házasság szentségének fontosságáról szóló szolgálatában. Hozzátette, hogy a törvény „nem egy varázspirula, amely megoldja a házassági problémákat.”

## Címer
|                                                                                  | Jelmondat: AUDIAM Hallom (vö. 1Sám 3,10) |
| Korábbi verziók: bíborosként és Capiz érsekeként (2020. november – 2021. június) |                                          |
| Capiz érsekeként (2011. november – 2020. november)                               |                                          |
| San Carlos püspökeként (2001. július – 2011. november)                           |                                          |